# Liste der Baudenkmäler in Ursensollen

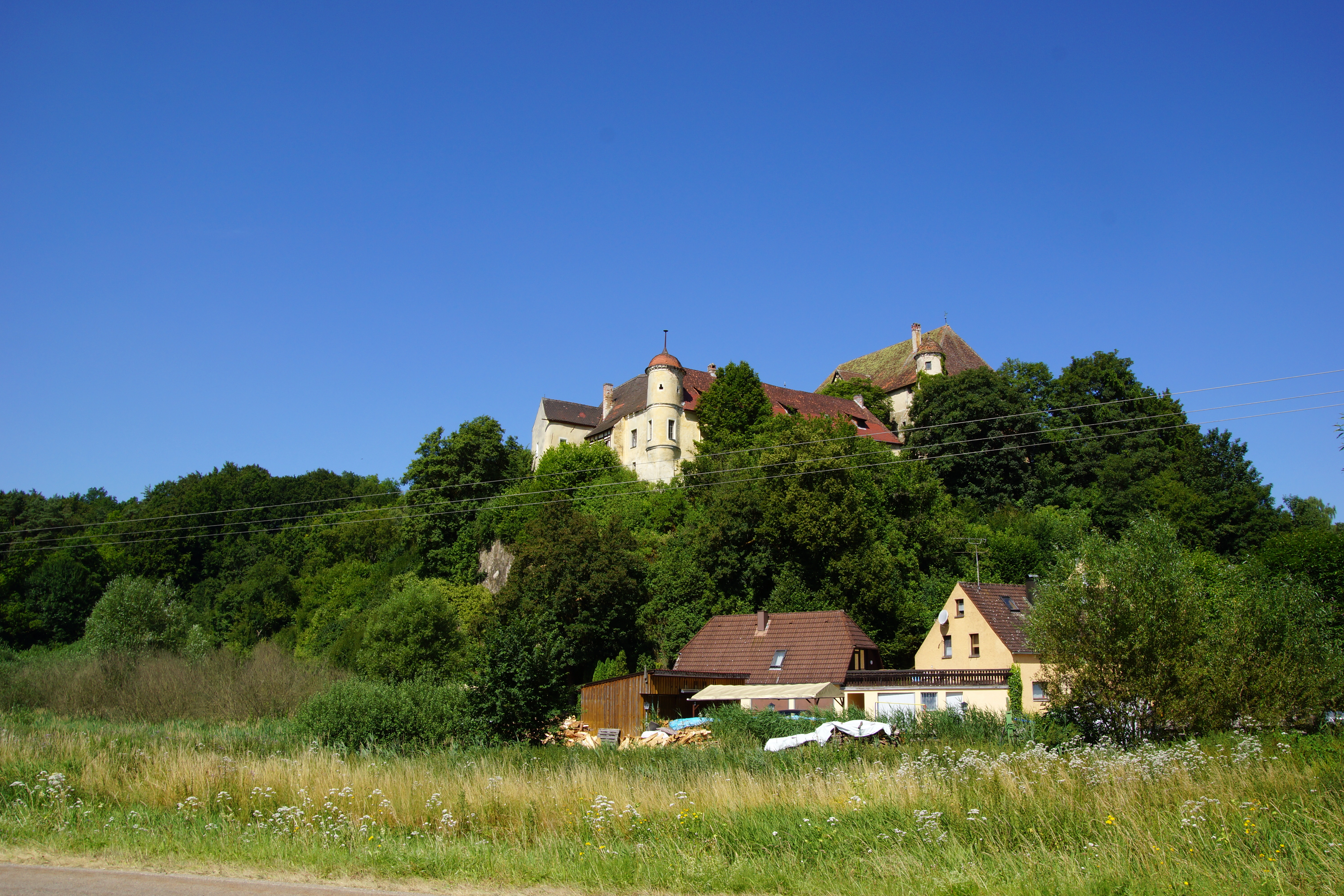
Burg Heimhof

Auf dieser Seite sind die Baudenkmäler in der Oberpfälzer Gemeinde Ursensollen zusammengestellt. Diese Tabelle ist eine Teilliste der Liste der Baudenkmäler in Bayern. Grundlage ist die Bayerische Denkmalliste, die auf Basis des Bayerischen Denkmalschutzgesetzes vom 1. Oktober 1973 erstmals erstellt wurde und seither durch das Bayerische Landesamt für Denkmalpflege geführt wird. Die folgenden Angaben ersetzen nicht die rechtsverbindliche Auskunft der Denkmalschutzbehörde.

## Baudenkmäler nach Ortsteilen

### Ursensollen
| Lage                      | Objekt                                              | Beschreibung | Akten-Nr.     | Bild                                                |
| ------------------------- | --------------------------------------------------- | --- | ------------- | --------------------------------------------------- |
| Am Bahnhof 6 (Standort)   | Ehemaliger Bahnhof der Lokalbahn Amberg-Lauterhofen | Empfangsgebäude, eingeschossiger Satteldachbau aus Sichtziegelmauerwerk, mit Boden- und Dacherker, verschiefertem Giebel, Perrondach und hölzernem Lagerhallenanbau Bedürfnisanstalt, eingeschossiger Sichtziegelbau mit Walmdach; 1902/03 | D-3-71-154-37 | Ehemaliger Bahnhof der Lokalbahn Amberg-Lauterhofen |
| Vitusstraße 9 ()          | Ehemaliges Hofmarkschloss                           | breitgelagerter zweigeschossiger Walmdachbau, um 1741 (dendrochronologisch datiert), Reparaturarbeiten und Umbauten im 19. Jahrhundert, später im Inneren teilweise verändert                                                              | D-3-71-154-40 |                                                     |
| Vitusstraße 14 (Standort) | Katholisches Pfarrhaus                              | Zweigeschossiger, verputzter Massivbau mit Walmdach und Stuckrosetten, nach 1835 | D-3-71-154-1  | Katholisches Pfarrhaus                              |
| Vitusstraße 15 (Standort) | Katholische Pfarrkirche St. Vitus                   | Verputzter Massivbau mit Satteldach und Vorzeichen, dreijochiges Langhaus wohl spätes 17. Jahrhundert, 1955 Erweiterung um Querhaus und Chorturm mit Zeltdach; mit Ausstattung                                                             | D-3-71-154-2  | weitere Bilder                                      |

### Bittenbrunn
| Lage                                           | Objekt                                   | Beschreibung | Akten-Nr.    | Bild                                     |
| ---------------------------------------------- | ---------------------------------------- | --- | ------------ | ---------------------------------------- |
| Bittenbrunn 4 (Standort)                       | Ehemaliger Gasthof                       | Eingeschossiger, verputzter Massivbau mit Satteldach, Anfang 19. Jahrhundert                                                       | D-3-71-154-3 | BW                                       |
| Bittenbrunn 7 und 8, In Bittenbrunn (Standort) | Marienkapelle                            | Verputzter Massivbau mit Satteldach und Dachreiter, bezeichnet mit „1785“; mit Ausstattung                                         | D-3-71-154-4 | BW                                       |
| Schlagäcker (Standort)                         | Marienkapelle, sogenannte Fehlnerkapelle | Dreiseitig geschlossener Massivbau mit Satteldach, Dachreiter und Vorhalle, Putzgliederung, bezeichnet mit „1927“; mit Ausstattung | D-3-71-154-5 | Marienkapelle, sogenannte Fehlnerkapelle |

### Eglhofen
| Lage                  | Objekt                     | Beschreibung                                                                                                | Akten-Nr.    | Bild |
| --------------------- | -------------------------- | --- | ------------ | ---- |
| Eglhofen 1 (Standort) | Kapelle Hl. Dreifaltigkeit | Verputzter Massivbau mit Satteldach und Dachreiter, Anfang 19. Jahrhundert, 1845 erweitert; mit Ausstattung | D-3-71-154-6 | BW   |

### Ehringsfeld
| Lage                       | Objekt                                  | Beschreibung | Akten-Nr.    | Bild |
| -------------------------- | --------------------------------------- | --- | ------------ | ---- |
| Florianstraße 3 (Standort) | Kapelle St. Florian, ehemalig Herz-Jesu | Verputzter, dreiseitig geschlossener Massivbau mit Satteldach und Zwiebeldachreiter, 2. Hälfte 18. Jahrhundert; mit Ausstattung | D-3-71-154-7 | BW   |

### Erlheim
| Lage                          | Objekt                                  | Beschreibung | Akten-Nr.    | Bild                                    |
| ----------------------------- | --------------------------------------- | --- | ------------ | --------------------------------------- |
| Laurentiusstraße 7 (Standort) | Katholische Filialkirche St. Laurentius | Verputzter Massivbau mit Walmdach, eingezogener Chor mit Fünfachtelschluss gotisch, Langhaus später erweitert, mit Dachreiter; mit Ausstattung Drei gusseiserne Grabkreuze, 19. Jahrhundert; im Friedhof | D-3-71-154-9 | Katholische Filialkirche St. Laurentius |

### Garsdorf
| Lage                    | Objekt                                     | Beschreibung | Akten-Nr.     | Bild           |
| ----------------------- | ------------------------------------------ | --- | ------------- | -------------- |
| Waldstraße 4 (Standort) | Katholische Nebenkirche St. Franz Xaverius | Saalkirche, dreiseitig geschlossener Massivbau mit Satteldach, einfacher Putzgliederung und Zwiebeldachreiter, 1730; mit Ausstattung | D-3-71-154-10 | weitere Bilder |

### Gunzelsdorf
| Lage                                            | Objekt            | Beschreibung                                   | Akten-Nr.     | Bild |
| ----------------------------------------------- | ----------------- | ---------------------------------------------- | ------------- | ---- |
| Aicha; im Feld am Weg nach Richtheim (Standort) | Kapellenbildstock | Massiv und mit Satteldach, 18./19. Jahrhundert | D-3-71-154-12 | BW   |

### Haag
| Lage                                            | Objekt           | Beschreibung                         | Akten-Nr.     | Bild |
| ----------------------------------------------- | ---------------- | ------------------------------------ | ------------- | ---- |
| Katzenfeld; zwischen Haag und Gailoh (Standort) | Sandsteinmarterl | Bildstock, sogenanntes Hussenmarterl | D-3-71-154-13 | BW   |

### Hausen
| Lage                                   | Objekt                            | Beschreibung | Akten-Nr.     | Bild           |
| -------------------------------------- | --------------------------------- | --- | ------------- | -------------- |
| Bachstraße 6 (Standort)                | Marienkapelle                     | Verputzter Massivbau mit Satteldach, wohl 2. Hälfte 19. Jahrhundert; mit Ausstattung | D-3-71-154-14 | BW             |
| Georgenstraße 10 (Standort)            | Katholische Pfarrhaus             | Zweigeschossiger, verputzter Massivbau mit Satteldach, Fassadengliederung und Hausfigur, Anfang 20. Jahrhundert; mit Ausstattung und Pfarrarchiv | D-3-71-154-15 | BW             |
| Georgenstraße 16; In Hausen (Standort) | Katholische Pfarrkirche St. Georg | Verputzter Massivbau mit Walmdach, eingezogenem, segmentbogig geschlossenem Chor und einfacher Putzgliederung, neubarock, von Johann Baptist Schott, 1913/14, der Turm mit Schweifhelm vom Vorgängerbau des 18. Jahrhunderts übernommen; mit Ausstattung Kriegerdenkmal für die Gefallenen des Ersten und Zweiten Weltkriegs, Säule mit bekrönender Darstellung des hl. Georg, seitlich flankiert von überdachten Inschriftentafeln Friedhof mit historischen Grabmälern, insbesondere schmiedeeiserne und gusseiserne Kreuze, 2. Hälfte 19. Jahrhundert, und Umfassungsmauern mit zwei geschmiedeten Gittertüren am Eingang, um 1914 | D-3-71-154-16 | weitere Bilder |
| Am Heinzhofer Weg (Standort)           | Bildhäuschen                      | Massiv und mit Satteldach, 19. Jahrhundert | D-3-71-154-18 | BW             |
| Zur Wiege 3 (Standort)                 | Ehemaliger Gasthof                | Massiver, verputzter Frackdachbau, in der ehemaligen Gaststube Kachelofen mit gusseisernen Platten, bezeichnet mit „1765“ | D-3-71-154-17 | BW             |

### Heimhof
| Lage                                | Objekt                | Beschreibung | Akten-Nr.     | Bild           |
| ----------------------------------- | --------------------- | --- | ------------- | -------------- |
| Nähe am Fuchsenbrunnen 8 (Standort) | Gusseiserne Ortstafel | Ortstafel, Gusseisen, um 1865 | D-3-71-154-19 | BW             |
| In Heimhof (Standort)               | Kapelle               | Verputzter Massivbau mit Satteldach und Dachreiter, 18. Jahrhundert; mit Ausstattung | D-3-71-154-22 | BW             |
| Burgpark 1 (Standort)               | Ehemaliges Gasthaus   | Zweigeschossiger, verputzter Massivbau mit Halbwalmdach, bezeichnet mit „1830“ Stadel, eingeschossiger Bruchsteinbau mit Halbwalmdach, 17. Jahrhundert | D-3-71-154-21 | BW             |
| In Heimhof (Standort)               | Schloss               | Turmhaus, dreigeschossiger, verputzter Massivbau über Sockelgeschoss, mit Walmdach, runden Eckerkern mit Kuppelhauben, Kastenerker, Spitzbogenportal und Aufzugsgaube Südlich Schlossgebäude, um unregelmäßigen Innenhof angeordnete, zweigeschossige Satteldachbauten, weitgehend massiv, teils Fachwerk, mit zweigeschossigem, rundem Eckerker mit Kuppelhaube Westlich zweigeschossiger Torbau mit Halbwalmdach und Spitzbogenportalen sowie erhaltene Teilstücke des Berings mit Zinnen; im Kern mittelalterlich, Palas wohl 14. Jahrhundert, Anbauten im ausgehenden 16. Jahrhundert weitgehend umgebaut | D-3-71-154-20 | weitere Bilder |

### Hohenkemnath
| Lage                              | Objekt                                                   | Beschreibung                                                                                              | Akten-Nr.     | Bild           |
| --------------------------------- | -------------------------------------------------------- | --- | ------------- | -------------- |
| Schloßgaßl 1 (Standort)           | Ehemaliger Edelsitz                                      | Zweigeschossiger Massivbau mit Walmdach und Putzgliederung, im Kern um 1600, im 18. Jahrhundert erweitert | D-3-71-154-23 | weitere Bilder |
| Schloßstraße 4 (Standort)         | Kirchturm der katholischen Pfarrkirche Mariä Himmelfahrt | Mittelalterlich, Zwiebelhaube mit Laterne von 1757                                                        | D-3-71-154-24 | weitere Bilder |
| Ursensollener Straße 4 (Standort) | Bauernhaus                                               | Zweigeschossiger, verputzter Massivbau mit Walmdach, am Türsturz bezeichnet mit „1843“                    | D-3-71-154-25 | BW             |

### Kotzheim
| Lage                                          | Objekt       | Beschreibung                                                 | Akten-Nr.     | Bild |
| --------------------------------------------- | ------------ | ------------------------------------------------------------ | ------------- | ---- |
| In Kotzheim, am östlichen Ortsrand (Standort) | Bildhäuschen | Verputzt, mit Satteldach und Bildnische, 17./18. Jahrhundert | D-3-71-154-26 | BW   |

### Littenschwang
| Lage                              | Objekt  | Beschreibung                                                                          | Akten-Nr.     | Bild |
| --------------------------------- | ------- | ------------------------------------------------------------------------------------- | ------------- | ---- |
| Littenschwang 1 und 1a (Standort) | Kapelle | Verputzter, dreiseitig geschlossener Massivbau mit Satteldach, 1937, um 1965 erneuert | D-3-71-154-27 | BW   |

### Thonhausen
| Lage                    | Objekt                   | Beschreibung                                                            | Akten-Nr.     | Bild |
| ----------------------- | ------------------------ | ----------------------------------------------------------------------- | ------------- | ---- |
| Thonhausen 5 (Standort) | Bauernhaus, Wohnstallbau | Eingeschossiger Bruchsteinbau mit Satteldach, 1. Hälfte 19. Jahrhundert | D-3-71-154-28 | BW   |

### Ullersberg
| Lage                     | Objekt                   | Beschreibung                                                                                               | Akten-Nr.     | Bild |
| ------------------------ | ------------------------ | --- | ------------- | ---- |
| Ullersberg 4 (Standort)  | Bauernhaus, Wohnstallbau | Eingeschossiger, verputzter Massivbau mit Satteldach, 18./1. Hälfte 19. Jahrhundert                        | D-3-71-154-29 | BW   |
| Ullersberg 10 (Standort) | Kapelle St. Wendelin     | Verputzter, dreiseitig geschlossener Massivbau mit Satteldach und Zwiebeldachreiter, 1736; mit Ausstattung | D-3-71-154-30 | BW   |

### Wappersdorf
| Lage                      | Objekt        | Beschreibung                                                                                           | Akten-Nr.     | Bild |
| ------------------------- | ------------- | --- | ------------- | ---- |
| In Wappersdorf (Standort) | Marienkapelle | Verputzter, dreiseitig geschlossener Massivbau mit Satteldach und Dachreiter, um 1775; mit Ausstattung | D-3-71-154-31 | BW   |

### Weiherzant
| Lage                    | Objekt        | Beschreibung | Akten-Nr.     | Bild |
| ----------------------- | ------------- | --- | ------------- | ---- |
| Weiherzant 2 (Standort) | Marienkapelle | Verputzter, dreiseitig geschlossener Massivbau mit Satteldach und Dachreiter, wohl Anfang 19. Jahrhundert; mit Ausstattung | D-3-71-154-32 | BW   |

### Wollenzhofen
| Lage                       | Objekt               | Beschreibung                                                                            | Akten-Nr.     | Bild |
| -------------------------- | -------------------- | --------------------------------------------------------------------------------------- | ------------- | ---- |
| In Wollenzhofen (Standort) | Kapelle St. Wendelin | Verputzter Massivbau mit Satteldach und einfacher Putzgliederung, 1843; mit Ausstattung | D-3-71-154-33 | BW   |

### Zant
| Lage                                                   | Objekt                                | Beschreibung | Akten-Nr.     | Bild           |
| ------------------------------------------------------ | ------------------------------------- | --- | ------------- | -------------- |
| Zant 1 und 19 1/3 (Standort)                           | Katholische Filialkirche St. Joseph   | Saalbau, verputzter Massivbau mit Satteldach, geradem Chorschluss und Westturm mit Spitzhelm, im Kern mittelalterlich, 1684 umgestaltet; mit Ausstattung Angrenzende Befestigungsmauer | D-3-71-154-34 | weitere Bilder |
| Zant 2; nördlich des Ortes in Halbkreisform (Standort) | Burgruine                             | Erhaltenes Teilstück des Berings, wohl Ende 12. Jahrhundert | D-3-71-154-35 | weitere Bilder |
| Zant 26 (Standort)                                     | Katholische Kapelle hl. Bruder Konrad | Verputzter, dreiseitig geschlossener Massivbau mit Satteldach und Dachreiter, neugotisch, 2. Hälfte 19. Jahrhundert, Umbau bezeichnet mit „1947“                                       | D-3-71-154-36 | BW             |

## Ehemalige Baudenkmäler
In diesem Abschnitt sind Objekte aufgeführt, die noch existieren und früher einmal in der Denkmalliste eingetragen waren, jetzt aber nicht mehr.

| Lage                                                 | Objekt        | Beschreibung                                                         | Akten-Nr.     | Bild |
| ---------------------------------------------------- | ------------- | -------------------------------------------------------------------- | ------------- | ---- |
| Ehrenfeld Grabhügelfeld; beim Ödallerzhof ()         | Marienkapelle | 1. Hälfte 19. Jahrhundert, mit Dachreiter und mit Ausstattung        | D-3-71-154-8  |      |
| Gunzelsdorf Gunzelsdorf 2; In Gunzelsdorf (Standort) | Wohnstallbau  | Mit Putzbändern, 18./19. Jahrhundert Backofen, Mitte 19. Jahrhundert | D-3-71-154-11 | BW   |